# Liste der Berliner Fußballmeister des BBB 1908–1910
Die Liste der Berliner Fußballmeister des BBB 1908–1910 umfasst alle Meister des Berliner Ballspiel-Bundes (BBB) der Jahre 1908 bis 1910. Der BBB wurde am 1. Januar 1905 gegründet, um neuen oder sehr kleinen Vereinen eine Spielmöglichkeit zu geben. Nachdem der erste Versuch, eine Meisterschaft auszutragen, im Jahr 1905 gescheitert ist und sich der Verband wieder auflößte, erfolgte 1907 die Neugründung.
Von Seiten des DFBs erhielt der BBB vorerst keine Möglichkeit, einen Teilnehmer für die deutsche Fußballmeisterschaft zu stellen. Erst zur Saison 1909/10 durfte der Meister des BBB in einer Vorqualifikation mit den Meistern des Märkischen Fußball-Bundes und des Verbandes Berliner Athletik-Vereine um einen Startplatz für die deutsche Fußballmeisterschaft spielen.
Nach der Saison 1909/10 löste sich der BBB auf, nachdem bereits zuvor etliche Vereine den Verband verlassen hatten.

## Berliner Fußballmeister 1908–1910
| Jahr    | Berliner Meister (BBB)   | Abschneiden deutsche Meisterschaft | Deutscher Meister   |
| ------- | ------------------------ | ---------------------------------- | ------------------- |
| 1907/08 | FC Hohenzollern Tegel    | keine Teilnahme                    | BTuFC Viktoria 89   |
| 1908/09 | BFC Nordstern            | keine Teilnahme                    | FC Phönix Karlsruhe |
| 1909/10 | 1. FC Borussia Tempelhof | Vorqualifikation Berlin            | Karlsruher FV       |

## Rekordmeister
| Verein                   | Titel | Jahr |
| ------------------------ | ----- | ---- |
| FC Hohenzollern Tegel    | 1     | 1908 |
| BFC Nordstern            | 1     | 1909 |
| 1. FC Borussia Tempelhof | 1     | 1910 |